# Gamasomorpha deksam
Gamasomorpha deksam là một loài nhện trong họ Oonopidae.
Loài này thuộc chi Gamasomorpha. Gamasomorpha deksam được miêu tả năm 2002 bởi Michael Saaristo & van Harten.